# جايمي موري
جايمي موري (بالإنجليزية: Jamie Murray)‏ (ولد في 13 فبراير 1986 في دونبلان) هو لاعب تنس اسكتلندي. جيمي يلعب في الفرق المزدوجة، وهو في المملكة المتحدة المصنف الأول في اتحاد التنس للفرق. وهو الأخ الأكبر لـ آندى موري، وهو اللاعب المصنّف أولاً في المملكة المتحدة.

## بطولات حققها
- بطولة ويمبلدون

## روابط خارجية
- جايمي موري على موقع رابطة محترفي التنس (الإنجليزية)
- جايمي موري على موقع الاتحاد الدولي لكرة المضرب (الإنجليزية)
- جايمي موري على موقع كأس ديفيز (الإنجليزية)
- جايمي موري على موقع خلاصة التنس.كوم (الإنجليزية)
- جايمي موري على موقع إي إس بي إن.كوم (الإنجليزية)
- جايمي موري على موقع أوليمبيديا (الإنجليزية)
- جايمي موري على موقع اللجنة الأولمبية البريطانية (الإنجليزية)
- جايمي موري على موقع اتحاد ألعاب الكومنولث (مؤرشف) (الإنجليزية)